# Cartas sobre SO(3)
En matemáticas, el grupo ortogonal en tres dimensiones, también conocido como grupo de rotación SO(3), es un ejemplo natural de un variedad. Las diversas cartas sobre SO(3) configuran sistemas de coordenadas rivales: en este caso, no se puede decir que exista un conjunto preferido de parámetros que describan cualquier rotación. El sistema dispone de tres grados de libertad, por lo que la dimensión de SO(3) es tres. En numerosas aplicaciones se usa uno u otro sistema de coordenadas, y surge la pregunta de cómo convertir las coordenadas de un sistema dado en las de otro.

## El espacio de rotaciones
En geometría, el grupo de rotación es el grupo de todos los movimiento de rotación sobre el origen del espacio euclídeo tridimensional R3 bajo la operación de composición. Por definición, una rotación sobre el origen es una aplicación lineal que conserva la longitud de los vectores (es una isometría) y conserva la orientación (es decir, la quiralidad) del espacio. Una transformación que preserva la longitud pero que invierte la orientación se denomina rotación impropia. Toda rotación impropia del espacio euclídeo tridimensional es una rotación seguida por una reflexión respecto a un plano que pasa a través del origen.
La composición de dos rotaciones da como resultado otra rotación; cada rotación tiene una rotación inversa única; y la función identidad satisface la definición de una rotación. Debido a las propiedades anteriores, el conjunto de todas las rotaciones es un grupo bajo la función de composición de isometrías. Además, el grupo de rotación tiene una estructura de variedad natural para la que las operaciones del grupo son suaves; así que de hecho es un Grupo de Lie. El grupo de rotación a menudo se denota SO(3) por las razones explicadas más adelante.
El espacio de rotaciones es isomorfo con el conjunto de operadores de rotación y el conjunto de matrices ortonormales con determinante +1. También es isomorfo con el conjunto de cuaterniones con su producto interno, y también es equivalente al conjunto de vectores de rotación, con una operación de composición interna diferente dada por el producto de sus matrices equivalentes.
La notación de los vectores de rotación surge del teorema de rotación de Euler que indica que cualquier rotación en tres dimensiones se puede describir mediante una rotación de algún ángulo alrededor de algún eje. Teniendo en cuenta esto, se puede especificar el eje de una de estas rotaciones en dos ángulos, y se puede usar el radio del vector para especificar el ángulo de rotación. Estos vectores representan un bola en 3D con una topología inusual.
Esta esfera sólida 3D es equivalente a la superficie de una esfera 4D, que también es una variedad 3D. Para hacer esta equivalencia, se tiene que definir cómo se va a representar una rotación con esta superficie 4D incrustada.

## La hiperesfera de rotaciones

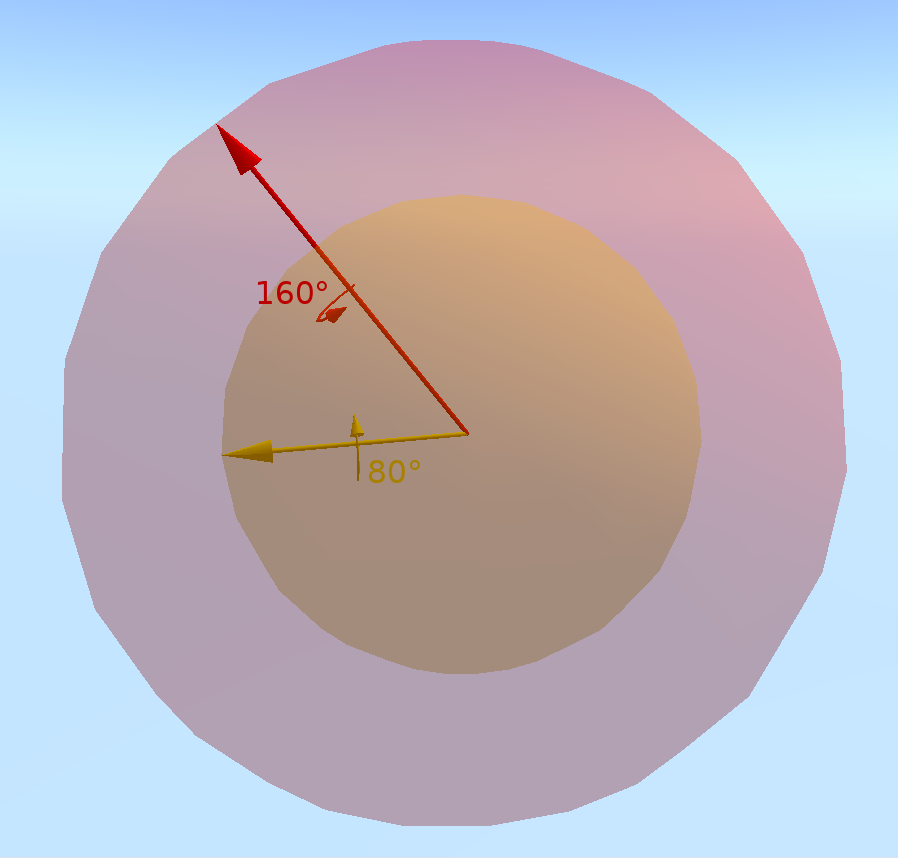
Dos rotaciones según diferentes ángulos y diferentes ejes en el espacio de rotaciones. La longitud del vector está relacionada con la magnitud de la rotación

### Visualización de la hiperesfera
Es interesante considerar el espacio como una esfera tridimensional S3, el límite de un disco en el espacio euclidiano en 4 dimensiones. Para hacer esto, se tiene que definir cómo se representa una rotación con esta superficie 4D embebida.
La forma en que se puede usar el radio para especificar el ángulo de rotación no es directa. Puede relacionarse con círculos de latitud en una esfera con un polo norte definido, y se explica a continuación.
Comenzando en el polo norte de una esfera en el espacio tridimensional, se especifica el punto en el polo norte para representar la rotación identidad. En el caso de la rotación identidad, no se define ningún eje de rotación, y el ángulo de rotación (cero) es irrelevante. Una rotación con su eje contenido en el plano xy y un ángulo de rotación muy pequeño se puede especificar mediante un corte a través de la esfera paralela al plano xy y muy cerca del polo norte. El círculo definido por este corte será muy pequeño, correspondiente al pequeño ángulo de rotación. A medida que los ángulos de rotación se hacen más grandes, la rodaja se mueve hacia el sur y los círculos se hacen más grandes, hasta que se alcanza el ecuador de la esfera, que se corresponderá con un ángulo de rotación de 180 grados. Continuando hacia el sur, los radios de los círculos ahora se vuelven más pequeños (correspondientes al valor absoluto del ángulo de rotación considerado como un número negativo). Finalmente, a medida que se alcanza el polo sur, los círculos se contraen una vez más a la rotación identidad, que también se especifica como el punto en el polo sur. Obsérvese que en esta visualización se pueden ver una serie de características de dichas rotaciones y sus representaciones.
El espacio de rotaciones es continuo, cada rotación tiene una vecindad de rotaciones que son casi iguales, y esta vecindad se vuelve plana a medida que la vecindad se reduce.

### Otras denominaciones

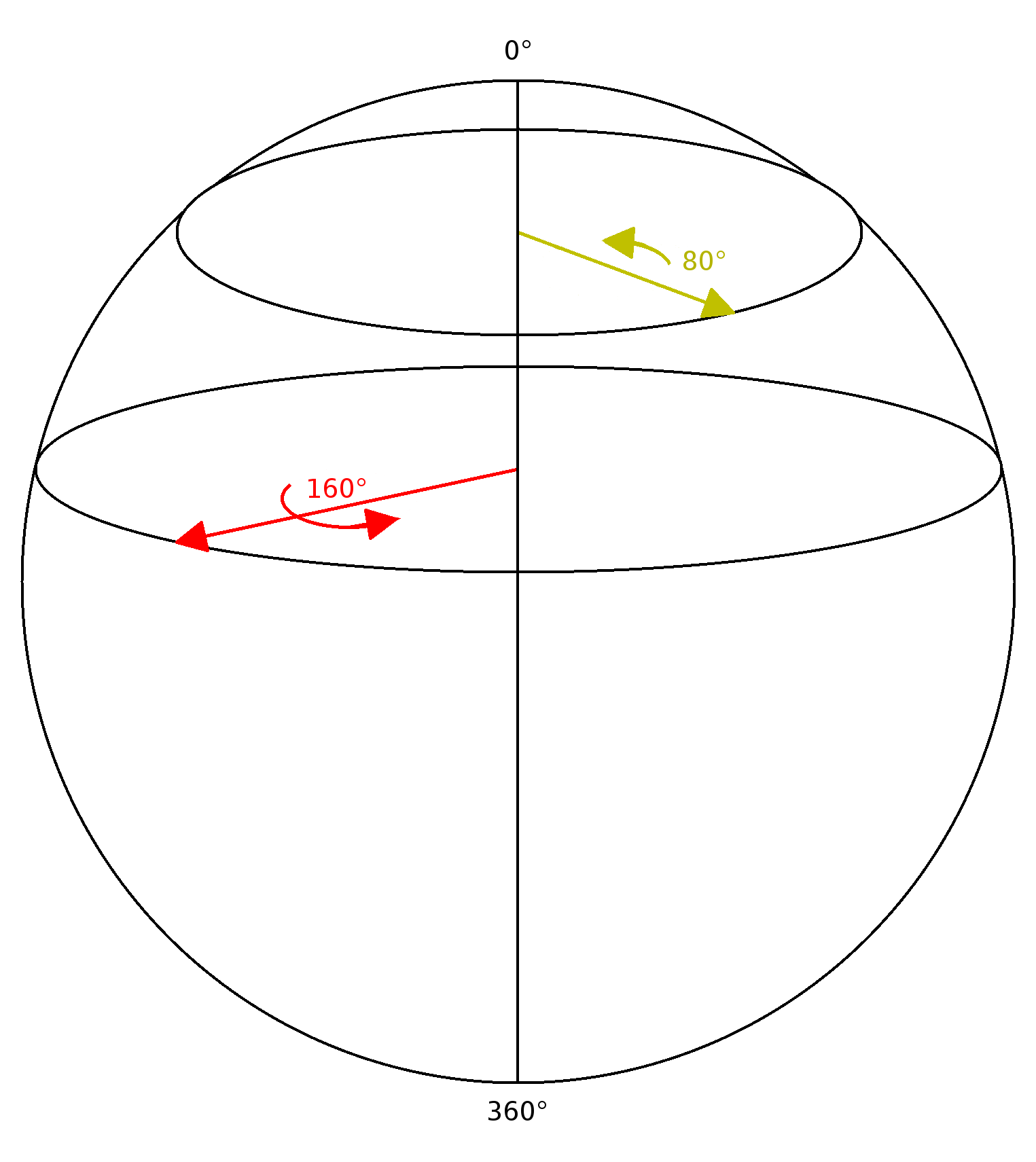
La hiperesfera de rotaciones para las rotaciones que tienen un eje "horizontal" (en el plano xy)

Además, cada rotación está representada por dos puntos antípodas en la esfera, que están en los extremos opuestos de una línea que pasa por el centro de la propia esfera. Esto refleja el hecho de que cada rotación se puede representar como una rotación sobre algún eje, o, de manera equivalente, como una rotación negativa sobre un eje que apunta en la dirección opuesta (circunstancia denominada doble recubrimiento). La "latitud" de un círculo que representa un ángulo de rotación particular será la mitad del ángulo representado por esa rotación, ya que a medida que el punto se mueve desde el polo norte al sur, la latitud varía de cero a 180 grados, mientras que para el ángulo de rotación el rango varía de 0 a 360 grados (la "longitud" de un punto representa un eje de rotación en particular). Sin embargo, se debe tener en cuenta que este conjunto de rotaciones no está cerrado por la operación de composición.
Dos rotaciones sucesivas con ejes en el plano xy no darán necesariamente una rotación cuyo eje se encuentre en el plano xy, por lo que no se pueden representar como un punto en la esfera. Este no será el caso con una rotación general en el espacio de tres dimensiones, que forma un conjunto cerrado bajo la composición.
Esta visualización se puede extender a una rotación general en el espacio tridimensional. La rotación identidad es un punto, y un pequeño ángulo de rotación alrededor de algún eje se puede representar como un punto en una esfera con un radio pequeño. A medida que el ángulo de rotación crece, la esfera crece, hasta que el ángulo de rotación alcanza los 180 grados, en cuyo punto la esfera comienza a contraerse, convirtiéndose en un punto a medida que el ángulo se aproxima a 360 grados (o cero grados desde la dirección negativa). Este conjunto de esferas en expansión y contracción representa una hiperesfera en el espacio tridimensional (una esfera de dimensión 3).
Al igual que en el ejemplo más simple de arriba, cada rotación representada como un punto en la hiperesfera se corresponde con su punto antipodal en esa hiperesfera. La "latitud" en la hiperesfera será la mitad del ángulo de rotación correspondiente, y la vecindad de cualquier punto se volverá "más plana" (es decir, estará representada por un espacio euclídeo de puntos en 3D) a medida que la vecindad se contraiga.
Este comportamiento se compara con el conjunto de cuaterniones unitarios: un cuaternión general representa un punto en un espacio de cuatro dimensiones, pero al restringirlo para que tenga una magnitud unidad, se obtiene un espacio tridimensional equivalente a la superficie de una hiperesfera. La magnitud del cuaternión unitario será la unidad, correspondiente a una hiperesfera de radio unitario.
La parte vectorial de un cuaternión unitario representa el radio de la 2 esfera correspondiente al eje de rotación, y su magnitud es el seno de la mitad del ángulo de rotación. Cada rotación está representada por dos cuaterniones unitarios de signo opuesto y, como en el espacio de rotaciones en tres dimensiones, el producto de dos cuaterniones unitarios produce un nuevo cuaternión unitario. Además, el espacio de los cuaterniones unitarios es "plano" en cualquier vecindad infinitesimal de un cuaternión unitario dado.

## Parametrizaciones
Es posible parametrizar el espacio de rotaciones de varias maneras, pero siempre aparecerán degeneraciones. Por ejemplo, si se usan tres ángulos (los ángulos de Euler), dicha parametrización está degenerada en algunos puntos de la hiperesfera, lo que lleva al problema del bloqueo del cardán. Se puede evitar este problema utilizando cuatro coordenadas euclídeas w, x, y, z, con w2 + x2 + y2 + z2 = 1. El punto (w, x, y, z) representa una rotación alrededor del eje dirigido por el vector (x, y, z) según un ángulo
{\displaystyle \alpha =2\cos ^{-1}(w)=2\sin ^{-1}\left({\sqrt {1-(x^{2}+y^{2}+z^{2})}}\right).}
Este problema es similar a la parametrización de la superficie bidimensional de una esfera con dos coordenadas, como la latitud y la longitud. La latitud y la longitud se comportan mal (degeneran) en los polos norte y sur, aunque los polos no son intrínsecamente diferentes de otros puntos de la esfera. En los polos (latitudes + 90° y −90°), la longitud carece de significado. Se puede demostrar que ningún sistema de coordenadas de dos parámetros puede evitar tal degeneración.
Las posibles parametrizaciones candidatas incluyen:
- Ángulos de Euler (θ, φ, ψ), que representa un producto de rotaciones sobre los ejes x, y y z;
- Ángulos de Tait-Bryan (θ, φ, ψ), que representa un producto de rotaciones sobre los ejes x, y y z;
- Notación axial-angular par (n, θ) de un vector unitario que representa un eje y un ángulo de rotación alrededor de él;
- Un cuaternión q de longitud 1 (véase versor, cuaterniones y rotación en el espacio, 3-esfera), cuyos componentes también se denominan parámetros de Euler-Rodrigues;
- Una matriz antisimétrica de 3×3, mediante exponenciación; las matrices antisimétricas de 3×3 coinciden con el álgebra de Lie SO(3), la aplicación exponencial en la teoría de Lie;
- Parámetros racionales de Cayley, basados en la transformación de Cayley, utilizables en todas las características;
- Transformaciones de Möbius, {\displaystyle w={\frac {az+b}{cz+d}},} que actúan sobre la esfera de Riemann.

### Problemas de las parametrizaciones
Existen problemas al usar estas representaciones más allá de un ámbito localizado, que tienen que ver con su naturaleza de valores múltiples y sus singularidades. Es decir, se debe tener cuidado sobre todo para trabajar solo con difeomorfismos en la definición de una carta. Los problemas de este tipo son inevitables, ya que SO(3) es difeomorfo con respecto al espacio proyectivo real P3 (R), que es un cociente de S3 al identificar puntos antipodales, y las cartas intentan modelar una variedad usando R3.
Esto explica por qué, por ejemplo, los ángulos de Euler parecen dar una variable en el 3-toro, y los cuaterniones unitarios una 3-esfera. La singularidad de la representación por los ángulos de Euler se descompone en algunos puntos (véase bloqueo del cardán), mientras que la representación del cuaternión es siempre un doble recubrimiento, con q y -q dando la misma rotación.
Si se usa una matriz antisimétrica, cada matriz antisimétrica de 3×3 está determinada por 3 parámetros, por lo que a primera vista, el espacio de parámetros es R3. Exponenciando como una matriz, se obtiene como resultado una matriz ortogonal de 3×3 con determinante 1, en otras palabras, una matriz de rotación, pero esta es una aplicación de muchos elementos sobre uno solo. Téngase en cuenta que no es un recubrimiento; si bien es un homeomorfismo local cerca del origen, no es una aplicación de recubrimiento en las rotaciones de 180 grados. Es posible restringir estas matrices a una bola alrededor del origen en R3 para que las rotaciones no excedan los 180 grados, y esto habilitará una correspondencia uno a uno, excepto en las rotaciones de 180 grados, que corresponden hasta el límite S2, y estos identifican puntos antipodales; esto es, el lugar geométrico de corte. La 3-bola con esta identificación del límite es P3(R). Una situación similar es válida para aplicar una transformada de Cayley a una matriz antisimétrica.
El ángulo del eje proporciona parámetros en S2 × S1; si se reemplaza el vector unitario por el eje de rotación real, de modo que n y -n den la misma línea de eje, el conjunto de ejes se convierte en P2(R), el plano real proyectivo. Pero como las rotaciones alrededor de n y -n están parametrizadas por valores opuestos de θ, el resultado es un paquete P1 sobre S2(R), que resulta ser P3(R).
Las transformaciones lineales fraccionarias utilizan cuatro parámetros complejos, a, b, c y d, con la condición de que ad-bc no sea cero. Como la multiplicación de los cuatro parámetros por el mismo número complejo no cambia el parámetro, se puede insistir en que ad-bc = 1. Esto sugiere escribir (a, b, c, d)
como una matriz compleja de 2 × 2 del determinante 1, es decir, como un elemento del grupo lineal especial SL(2, C). Pero no todas estas matrices producen rotaciones: también se incluyen aplicaciones conformes en S2. Para obtener solo rotaciones, hay que insistir en que d es el conjugado complejo de a, y c es el negativo del complejo conjugado de b. Luego se tienen dos números complejos, a y b, sujetos a |a|2 + |b|2 = 1. Si se escribe a + bj entonces se trata de un cuaternión unitario, de longitud 1.
En última instancia, dado que R3 no es P3(R), habrá un problema con cada uno de estos enfoques. En algunos casos, se debe recordar que ciertos valores de parámetros dan como resultado la misma rotación, y para eliminar este problema, se deben establecer límites, pero entonces una ruta a través de esta región en R3 debe saltar repentinamente a una región diferente cuando cruza un límite. El bloqueo del cardán es un problema cuando la derivada de la carta no es de rango completo, lo que ocurre con los ángulos de Euler y con los ángulos de Tait-Bryan, pero no para las otras opciones. La representación del cuaternión no tiene ninguno de estos problemas (es una aplicación de dos a uno en todas partes), pero tiene 4 parámetros con una condición (longitud unidad), lo que a veces dificulta apreciar los tres grados de libertad disponibles.

### Aplicaciones
Un campo en el que estas consideraciones, de alguna forma, se vuelven inevitables, es la cinemática de un cuerpo rígido. Se puede tomar como definición la idea de un curva en el grupo euclídeo E(3) del espacio euclídeo tridimensional, comenzando en la identidad (posición inicial). El subgrupo de traslación T de E(3) es un subgrupo normal, con cociente SO(3) si se observa el subgrupo E+(3) de isometrias directas solamente (lo cual es razonable en cinemática). La parte de traslación se puede desacoplar de la parte de rotación en la cinemática newtoniana estándar considerando el movimiento del centro de masa y las rotaciones del cuerpo rígido alrededor del centro de masa. Por lo tanto, cualquier movimiento rígido del cuerpo conduce directamente a SO(3), cuando se factoriza la parte de traslación.
Estas identificaciones ilustran que SO(3) es conexo pero no un conjunto simplemente conexo. En cuanto a esta última condición, en la bola con los puntos de superficie antípodales identificados, considérese el camino que va desde el polo norte directamente hacia el polo sur pasando por el centro. Este es un circuito cerrado, ya que el polo norte y el polo sur son equivalentes. Este bucle no puede reducirse a un punto, ya que no importa cómo se deforme el bucle, el punto de inicio y de final deben permanecer como antípodas o, de lo contrario, el bucle se abrirá. En términos de rotaciones, este bucle representa una secuencia continua de rotaciones sobre el eje z, que comienza y termina en la rotación identidad (es decir, una serie de rotaciones a través de un ángulo φ, donde φ abarca de 0 a 2π).
Sorprendentemente, si se recorre el camino dos veces, es decir, desde el polo norte hacia el polo sur y de regreso al polo norte para que φ se extienda de 0 a 4π, se obtiene un bucle cerrado que se puede reducir a un solo punto: si primero se desplazan los caminos continuamente por la superficie de la bola, conectando dos veces el polo norte con el polo sur. La segunda mitad del camino se puede reflejar en el lado antipodal sin cambiar el camino en absoluto. Ahora se tiene un circuito cerrado ordinario en la superficie de la bola, que conecta el polo norte a sí mismo mediante una circunferencia máxima de la esfera. Este circunferencia puede reducirse al polo norte sin problemas. El truco del plato balinés y trucos similares lo demuestran en la práctica.
El mismo argumento se puede articular en general, y muestra que el grupo fundamental de SO(3) es el grupo cíclico de orden 2. En las aplicaciones físicas, la no trivialidad del grupo fundamental permite la existencia de objetos conocidos como espinores, una herramienta importante en el desarrollo del teorema de la estadística del espín.
El recubrimiento universal de SO(3) es un grupo de Lie llamado Espin(3). El grupo Espin (3) es isomorfo para el grupo unitario especial SU(2); también es difeomórfico a la 3-esfera unitaria S3 y puede entenderse como el grupo de cuaterniones unitarios (es decir, aquellos con valor absoluto 1). La conexión entre cuaterniones y rotaciones, comúnmente explotada en computación gráfica, se explica en el artículo dedicado a los cuaterniones y rotación en el espacio. La aplicación de S3 sobre SO(3) que identifica los puntos antipodales de S3 es una función sobreyectiva homeomórfica de grupos de Lie, con kernel {±1}. Topológicamente, esta aplicación es un espacio recubridor de dos a uno.